# Chrysiogenota
Phylum
Synonymes
- Chrysiogenetota Whitman et al. 2018
- Chrysiogenaeota Oren et al. 2015
- Chrysiogenetes Garrity & Holt 2001

Les Chrysiogenota (anc. Chrysiogenetes) sont un phylum du règne des Pseudomonadati, au sein du domaine Bacteria, monotypique jusqu'à la famille des Chrysiogenaceae. Son nom provient de Chrysiogenes, qui est le genre type de ce phylum.
Selon la LPSN (23 avril 2025) ce phylum ne contient qu'une seule classe, les Chrysiogenia corrig. Garrity & Holt 2002.

## Historique
Décrit en 2001 sous le nom de « Chrysiogenetes » dans le Bergey's Manual of Systematic Bacteriology mais publié de manière non valide, ce taxon a été renommé en 2021 pour se conformer aux règles de nomenclature de l'ICSP et rebaptisé Chrysiogenota.

## Taxonomie

### Étymologie
L'étymologie de Chrysiogenota est la suivante : Chry.si.o.ge.no’ta N.L. masc. n. Chrysiogenes, genre type du phylum; N.L. neut. pl. n. suff. -ota, suffixe utilisé pour définir un phylum; N.L. neut. pl. n. Chrysiogenota, le phylum des Chrysiogenes,.